# Pohřebiště španělských panovníků

Znak Španělského království

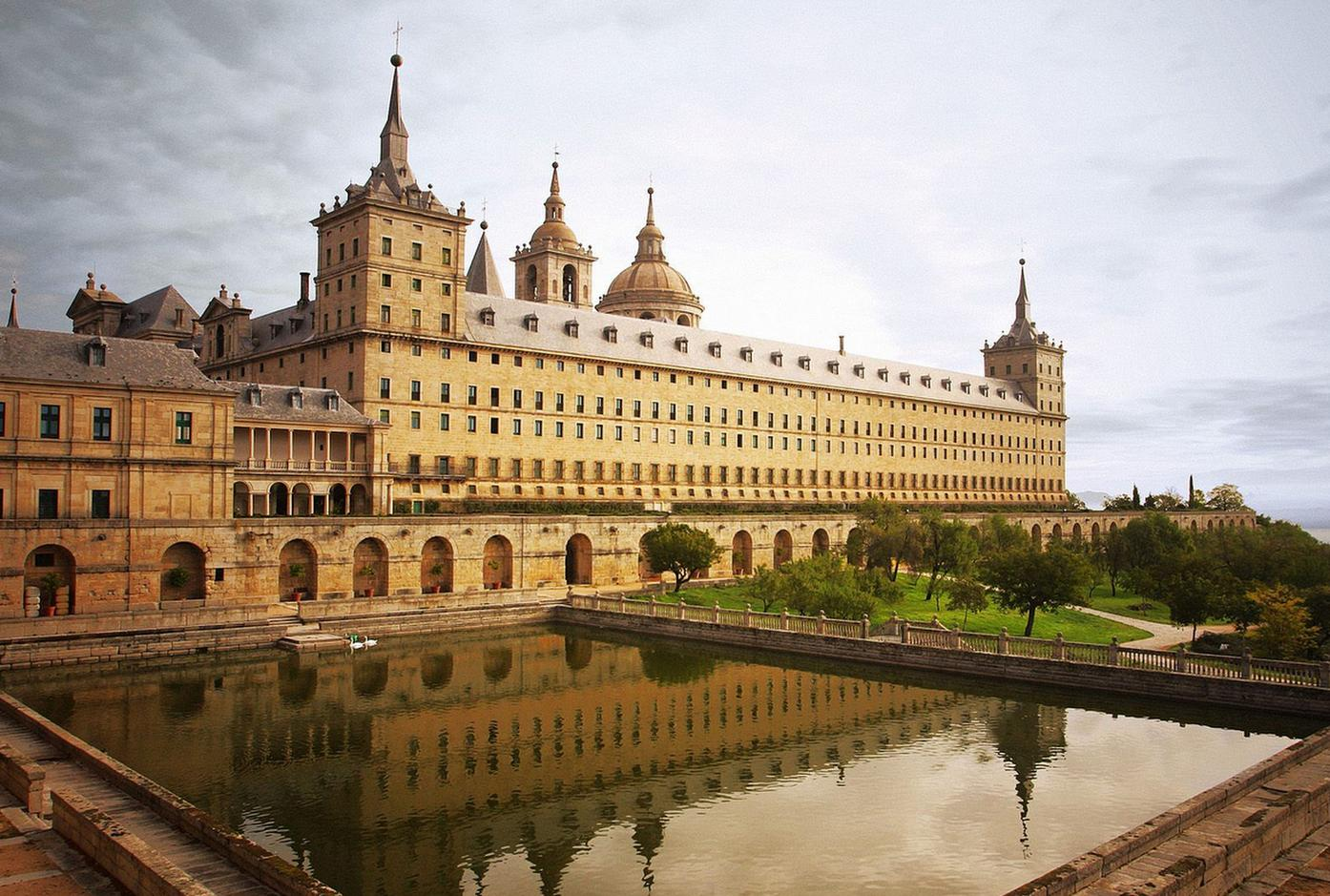
Klášter svatého Vavřince v El Escorialu, pohřebiště většiny španělských panovníků

Tento seznam pohřebišť panovníků Španělského království začíná sjednocením království Kastilie a Aragón pod společným žezlem Ferdinanda a Isabely. Počínaje Karlem I. byli téměř všichni španělští panovníci pochován v el Escorialu.
| Jméno                                                | Doba života | Místo pohřbení |
| ---------------------------------------------------- | ----------- | --- |
| král Ferdinand V.                                    | 1452–1516   | Krypta královské kaple v granadské katedrále |
| královna Isabela I.                                  | 1451–1504   | Krypta královské kaple v granadské katedrále |
| Germaine z Foix                                      | 1490–1538   | Klášter San Miguel de los Reyes ve Valencii |
| královna Jana I.                                     | 1479–1555   | Původně v kostele Sta. Clara v Tordesillas, od roku 1557 v kryptě královské kaple v granadské katedrále                                                        |
| král Filip I.                                        | 1478–1506   | Krypta královské kaple v granadské katedrále, srdce v augustiniánském kostele ve Vídni                                                                         |
| král Karel I. (zároveň římskoněmecký císař Karel V.) | 1500–1558   | Původně v kostele San Jerónimo de Yuste, od roku 1574 v Panteonu králů v klášteře svatého Vavřince v Escorialu                                                 |
| Isabela Portugalská                                  | 1503–1539   | Pantheon králů v klášteře svatého Vavřince v Escorialu |
| král Filip II.                                       | 1527–1598   | Pantheon králů v klášteře svatého Vavřince v Escorialu |
| Marie Portugalská                                    | 1527–1545   | 9. kaple Panteonu infantů v klášteře svatého Vavřince v Escorialu                                                                                              |
| královna Marie I. Tudorovna                          | 1516–1558   | Kaple Jindřicha VII. ve Westminsterském opatství v Londýně |
| Alžběta z Valois                                     | 1545–1568   | 9. kaple Panteonu infantů v klášteře svatého Vavřince v Escorialu                                                                                              |
| Anna Habsburská                                      | 1549–1580   | Pantheon králů v klášteře svatého Vavřince v Escorialu |
| král Filip III.                                      | 1578–1621   | Pantheon králů v klášteře svatého Vavřince v Escorialu |
| Markéta Štýrská                                      | 1584–1611   | Pantheon králů v klášteře svatého Vavřince v Escorialu |
| král Filip IV.                                       | 1605–1665   | Pantheon králů v klášteře svatého Vavřince v Escorialu |
| Izabela Bourbonská                                   | 1602–1644   | Pantheon králů v klášteře svatého Vavřince v Escorialu |
| Marie Anna Habsburská                                | 1634–1696   | Pantheon králů v klášteře svatého Vavřince v Escorialu |
| král Karel II.                                       | 1661–1700   | Pantheon králů v klášteře svatého Vavřince v Escorialu |
| Marie Louisa Orleánská                               | 1662–1689   | 9. kaple v Panteonu infantů v klášteře svatého Vavřince v Escorialu                                                                                            |
| Marie Anna Falcko-Neuburská                          | 1667–1740   | 9. kaple v Panteonu infantů v klášteře svatého Vavřince v Escorialu                                                                                            |
| král Filip V.                                        | 1683–1746   | Kolegiátní kostel paláce La Granja v San Ildefonso |
| Marie Luisa Savojská                                 | 1688–1714   | Pantheon králů v klášteře svatého Vavřince v Escorialu |
| Elisabetta Farnese                                   | 1692–1766   | Kolegiátní kostel paláce La Granja v San Ildefonso |
| král Ludvík I.                                       | 1707–1724   | Pantheon králů v klášteře svatého Vavřince v Escorialu |
| Luisa Alžběta Orleánská                              | 1709–1742   | St-Sulpice v Paříži |
| král Ferdinand VI.                                   | 1716–1759   | Kostel Salesas Reales (Santa Barbara) v Madridu |
| Marie Barbora Portugalská                            | 1711–1758   | Postranní kaple kostela Salesas Reales (Santa Barbara) v Madridu                                                                                               |
| král Karel III.                                      | 1716–1788   | Pantheon králů v klášteře svatého Vavřince v Escorialu |
| Marie Amálie Saská                                   | 1724–1760   | Pantheon králů v klášteře svatého Vavřince v Escorialu |
| král Karel IV.                                       | 1748–1819   | Pantheon králů v klášteře svatého Vavřince v Escorialu |
| Marie Luisa Parmská                                  | 1751–1819   | Pantheon králů v klášteře svatého Vavřince v Escorialu |
| král Josef Bonaparte                                 | 1768–1844   | Invalidovna v Paříži |
| Julie Clary                                          | 1771–1845   | Bazilika Santa Croce, Florencie |
| král Ferdinand VII.                                  | 1784–1833   | Pantheon králů v klášteře svatého Vavřince v Escorialu |
| Marie Antonie Neapolsko-Sicilská                     | 1784–1806   | 7. kaple v Panteonu infantů v klášteře svatého Vavřince v Escorialu                                                                                            |
| Marie Isabela Portugalská                            | 1797–1818   | 7. kaple v Panteonu infantů v klášteře svatého Vavřince v Escorialu                                                                                            |
| Marie Josefa Saská                                   | 1803–1829   | 7. kaple v Panteonu infantů v klášteře svatého Vavřince v Escorialu                                                                                            |
| Marie Kristýna Neapolsko-Sicilská                    | 1806–1878   | Pantheon králů v klášteře svatého Vavřince v Escorialu |
| královna Isabela II.                                 | 1830–1904   | Pantheon králů v klášteře svatého Vavřince v Escorialu |
| František Bourbonský                                 | 1822–1902   | Pantheon králů v klášteře svatého Vavřince v Escorialu |
| král Amadeus I.                                      | 1845–1890   | Bazilika Superga v Turíně |
| Marie Viktorie dal Pozzo                             | 1847–1876   | Bazilika Superga v Turíně |
| Marie Leticie Bonaparte                              | 1866–1926   | Bazilika Superga v Turíně |
| král Alfons XII.                                     | 1857–1885   | Pantheon králů v klášteře svatého Vavřince v Escorialu |
| Marie de las Mercedes Orleánská                      | 1860–1878   | Původně v kapli San Juan v bazilice kláštera svatého Vavřince v Escorialu, od roku 2000 v Catedral de la Almudena v Madridu                                    |
| Marie Kristina Habsbursko-Lotrinská                  | 1858–1929   | Pantheon králů v klášteře svatého Vavřince v Escorialu |
| král Alfons XIII.                                    | 1886–1941   | Pantheon králů v klášteře svatého Vavřince v Escorialu |
| Viktorie Evženie z Battenbergu                       | 1887–1969   | V „pudridero“ vedle Pantheonu králů v klášteře svatého Vavřince v Escorialu (v roce 2019, po 50 letech v „pudridero“, budou její ostatky pochovány v Panteonu) |